# Hunter Dillon
Hunter Dillon, född 5 februari 2002 i Vancouver, är en kandensisk skådespelare.
Dillon har bland annat medverkat i TV-serierna Holly Hobbie (2018-2022) och The Spiderwick Chronicles från 2023. Hon har även medverkat i filmen Till alla killar jag har gillat från 2018.

## Filmografi (i urval)
- 2018–2022 – Holly Hobbie (TV-serie)
- 2018 – Till alla killar jag har gillat
- 2023 – The Spiderwick Chronicles (TV-serie)